# Радонич, Деян
Деян Радонич (нем. и хорв. Dejan Radonjić; род. 23 июля 1990 года, Теттнанг, Германия) — хорватский и немецкий футболист, нападающий клуба «Шибеник».

## Карьера
Радонич подписал контракт с «Истрой 1961» летом 2013 года. После сезона в высшей лиге Хорватии за «Истру» он был выкуплен загребским «Динамо» за 500,000€. После безуспешных попыток пробиться в основу «Динамо», 4 августа 2014 года был отдан обратно в аренду в «Истру» до конца сезона.
26 августа 2015 года Радонич был отдан в аренду в клуб из Израиля «Маккаби» (Тель-Авив).
Далее провёл 3 сезона в загребском «Локомотиве», 2 из них на правах аренды.
Летом 2019 года был куплен клубом РПЛ, самарскими «Крыльями Советов». 26 августа 2020 года перешел в китайский «Циндао Хайню».